# Polomené hory
Polomené hory jsou geomorfologický okrsek (410,29 km²) jihozápadní části Ralské pahorkatiny. Území je součástí okresů Česká Lípa, Mělník a Litoměřice. Většina území okrsku je součástí Chráněné krajinné oblasti Kokořínsko – Máchův kraj . Název Polomené hory zavedl geolog Čeněk Zahálka v roce 1895, sám čerpal z archivního zápisu z roku 1515. Dříve se pro toto území používal název Dubská pahorkatina či Dubské skály (podle města Dubá), místní Němci pak užívali jméno Dubské Švýcarsko (Daubaer Schweiz). Používá se také turistický název Kokořínsko.

## Nadřazené jednotky
Českolipsko je zahrnováno do tří subprovincií České vysočiny: Česká tabule, Krkonošsko-jesenická subprovincie a Krušnohorská subprovincie. Součástí České tabule je Ralská pahorkatina (dle zavedeného členění Jaromíra Demka VIA–1), která má dva podcelky: Dokeská pahorkatina (VIA–1A) a Zákupská pahorkatina (VIA–1B). Tyto podcelky se dále dělí do okrsků. Dokeská pahorkatina jich má pět:
- Polomené hory (VIA–1A–1)
- Úštěcká pahorkatina (VIA–1A–2)
- Jestřebská kotlina (VIA–1A–3)
- Provodínská pahorkatina (VIA–1A–4)
- Bezdězská vrchovina (VIA–1A–5)[2]

## Podřazené jednotky
Polomené hory se člení na pět podokrsků:
- Kokořínská vrchovina – leží v jižní části Polomených hor, je největší z podokrsků; jejím nejvyšším vrcholem je Nedvězí u stejnojmenné vsi.
- Housecká vrchovina – tvoří východní část území, jméno jí dal zámek Houska; nejvyšším kopcem býval Maršovický vrch, po snížení jeho vrcholu kamenolomem je to Vrátenská hora; i další kopce jsou poměrně vysoké, např. Berkovský vrch, Velký beškovský vrch, Šedina.
- Dubská pahorkatina – leží v severovýchodní části, je to mírně členitá pahorkatina ležící mezi Dubou, Holany a Jestřebím.
- Vlhošťská vrchovina – je v severní části území, dominuje jí Vlhošť, který je zároveň nejvyšším kopcem celé Dokeské pahorkatiny; ostatní vrcholy tvořené pískovcem jsou značně menší, ale významné, např. Malý Vlhošť, Husa, Kostelec, Číř, Čap.
- Brocenská pahorkatina – tvoří hraniční pás na západě území; jasně nejvyšší bod tvoří v nejsevernějším výběžku Polomených hor vrch Ronov, známý díky zřícenině hradu na vrcholu.[1]

## Nejvyšší vrcholy
- Vlhošť (614 m), Vlhošťská vrchovina
- Ronov (552 m), Brocenská pahorkatina
- Vrátenská hora (507 m), Housecká vrchovina
- Maršovický vrch (499 m), Housecká vrchovina
- Špičák (483 m), Housecká vrchovina
- Druclík (481 m), Housecká vrchovina
- Berkovský vrch (481 m), Housecká vrchovina
- Velký beškovský vrch (475 m), Housecká vrchovina
- Šedina (473 m), Housecká vrchovina
- Korecký vrch (465 m), Housecká vrchovina
- Nedvězí (458 m), Kokořínská vrchovina
- Husa (449 m), Vlhošťská vrchovina

## Fotogalerie

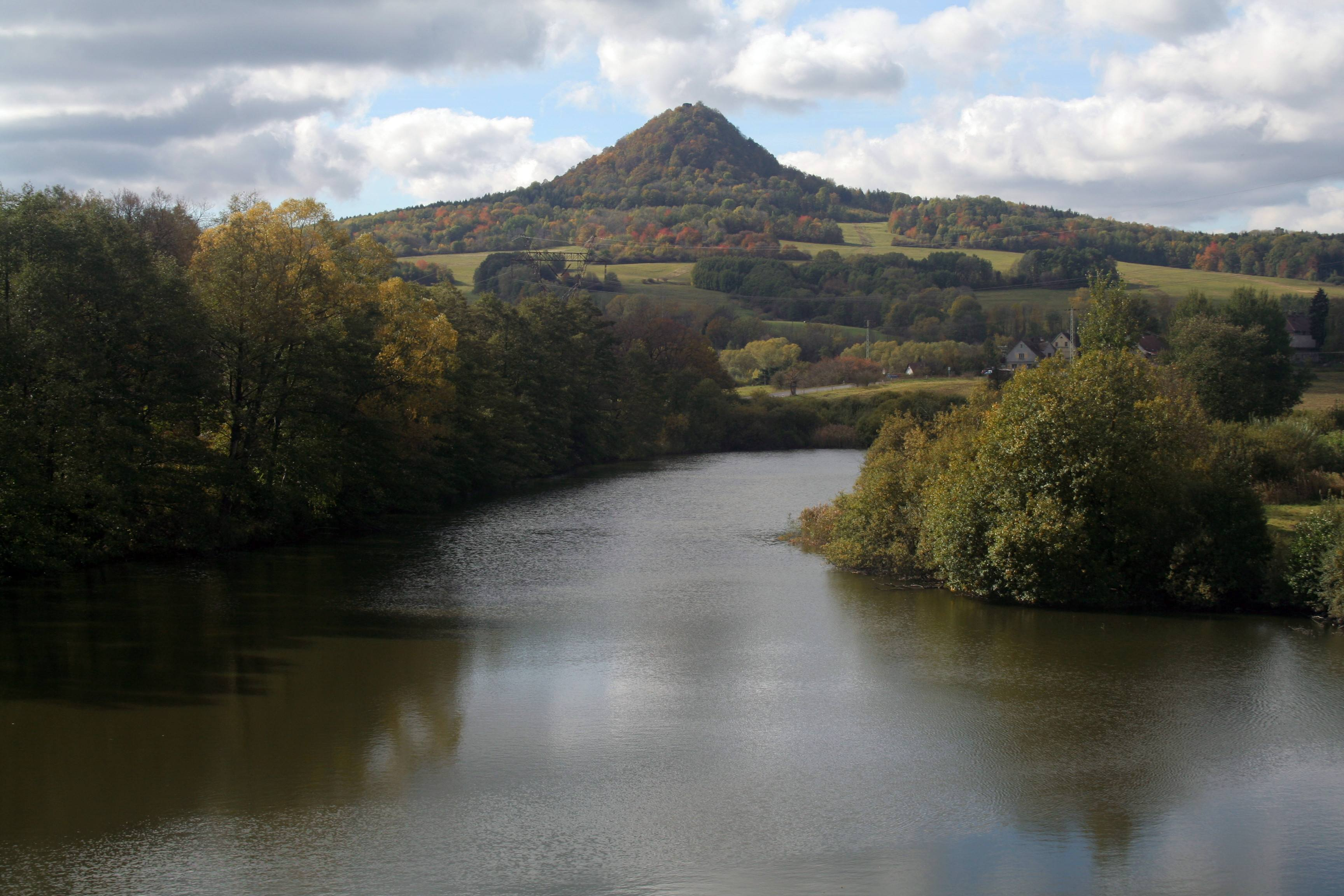
Ronov se zříceninou hradu
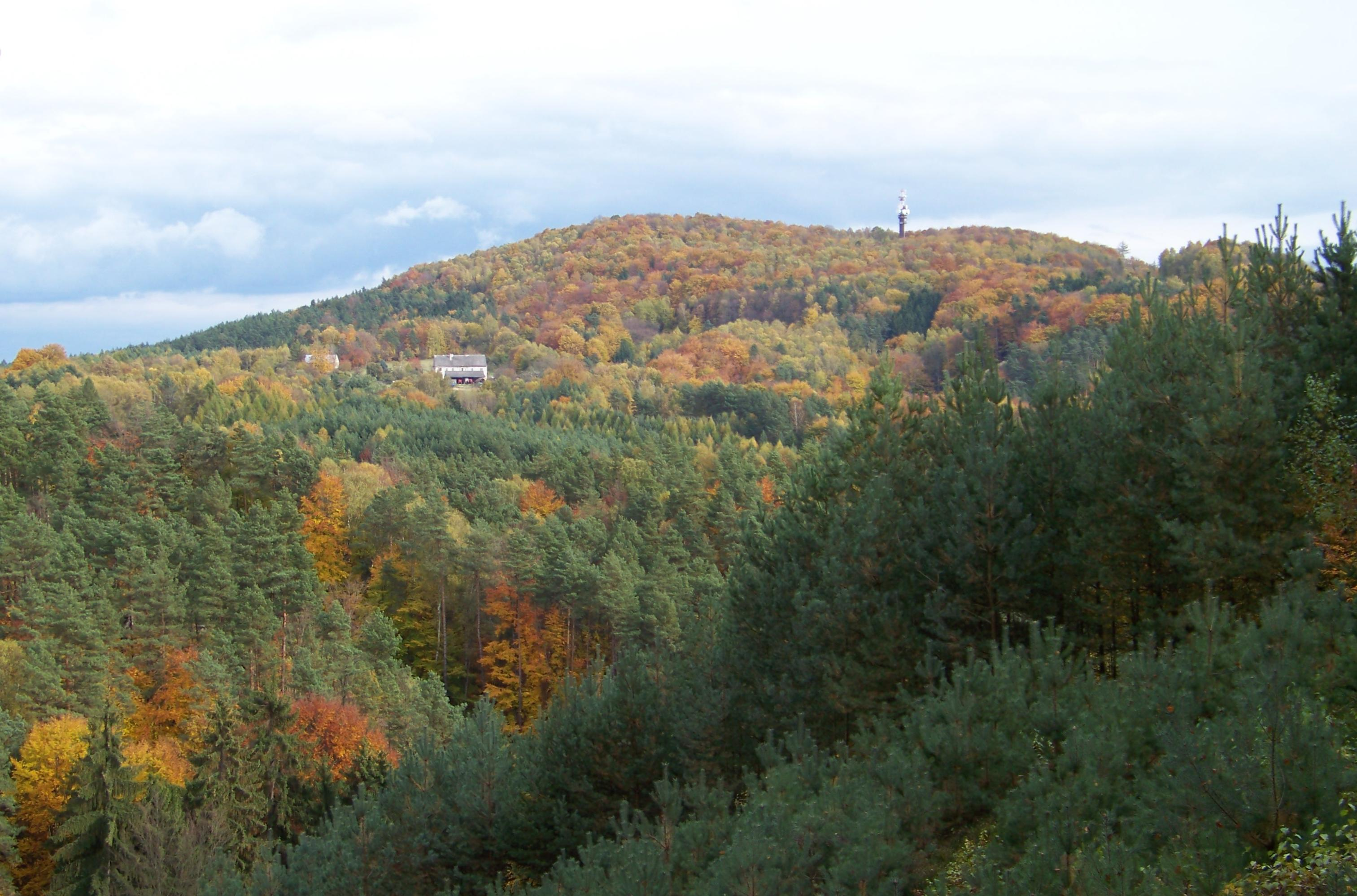
Vrátenská hora z Uhelného vrchu
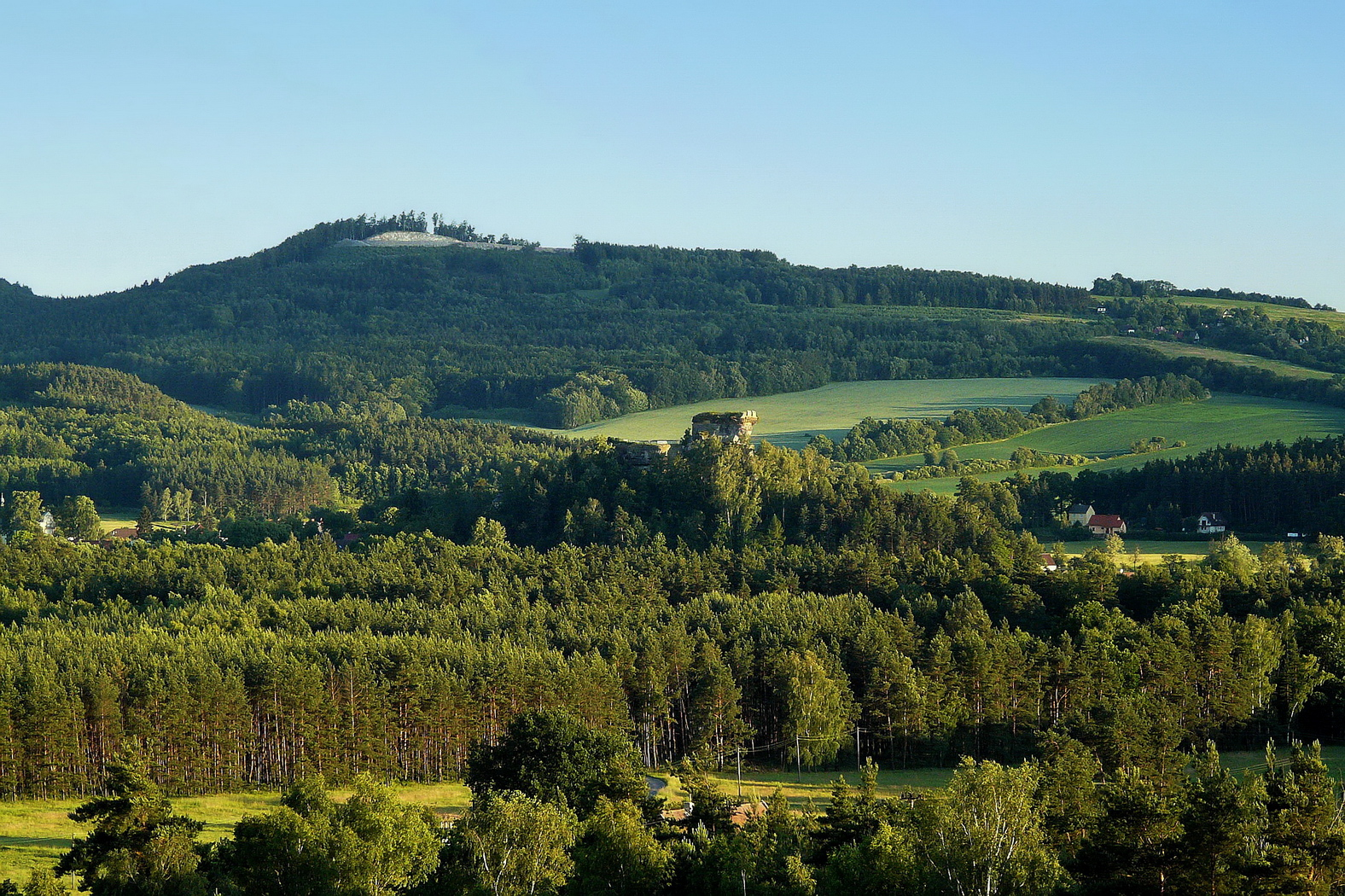
Maršovický vrch
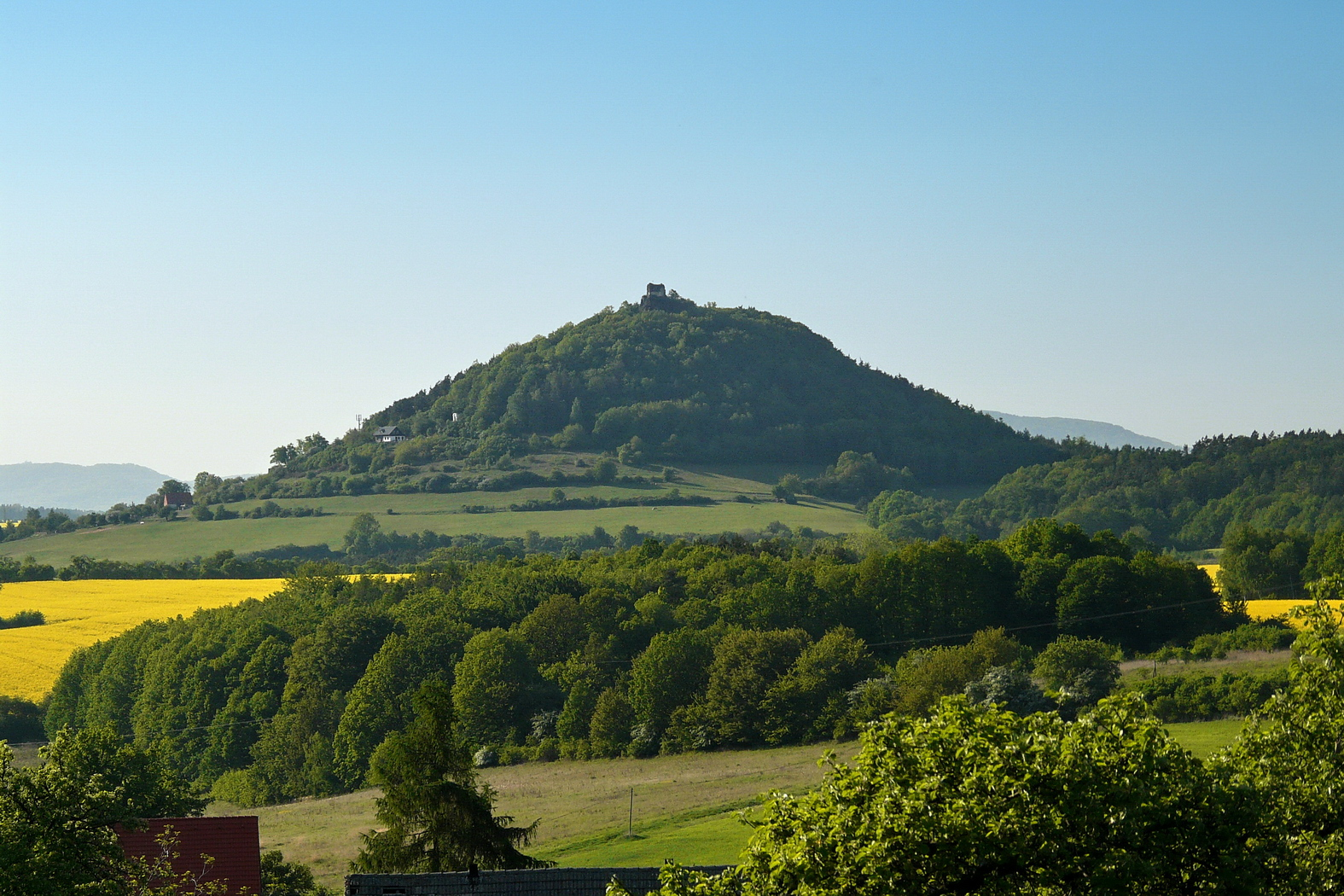
Berkovský vrch z Koreckého vrchu
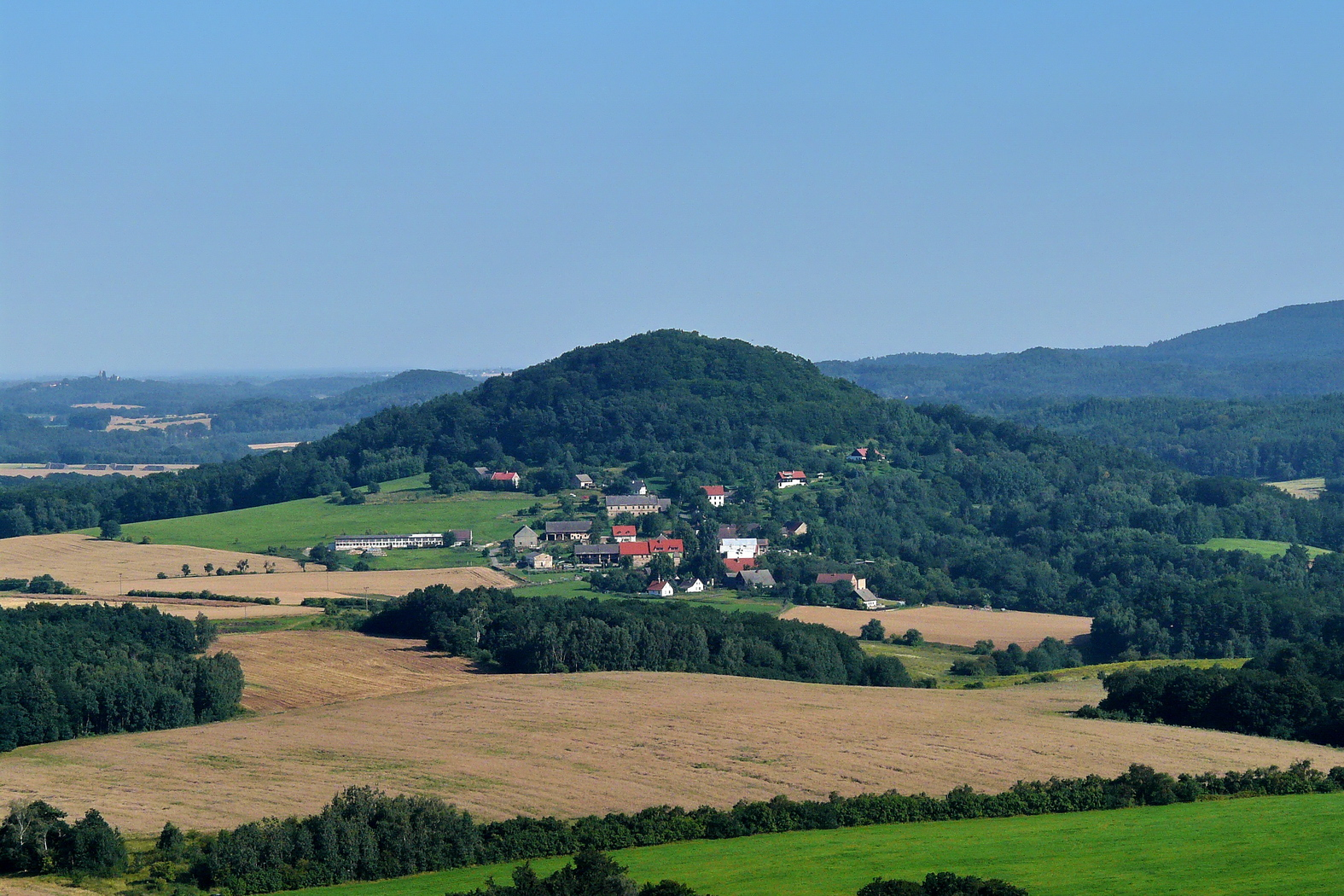
Korecký vrch ze Starého Bernštejna
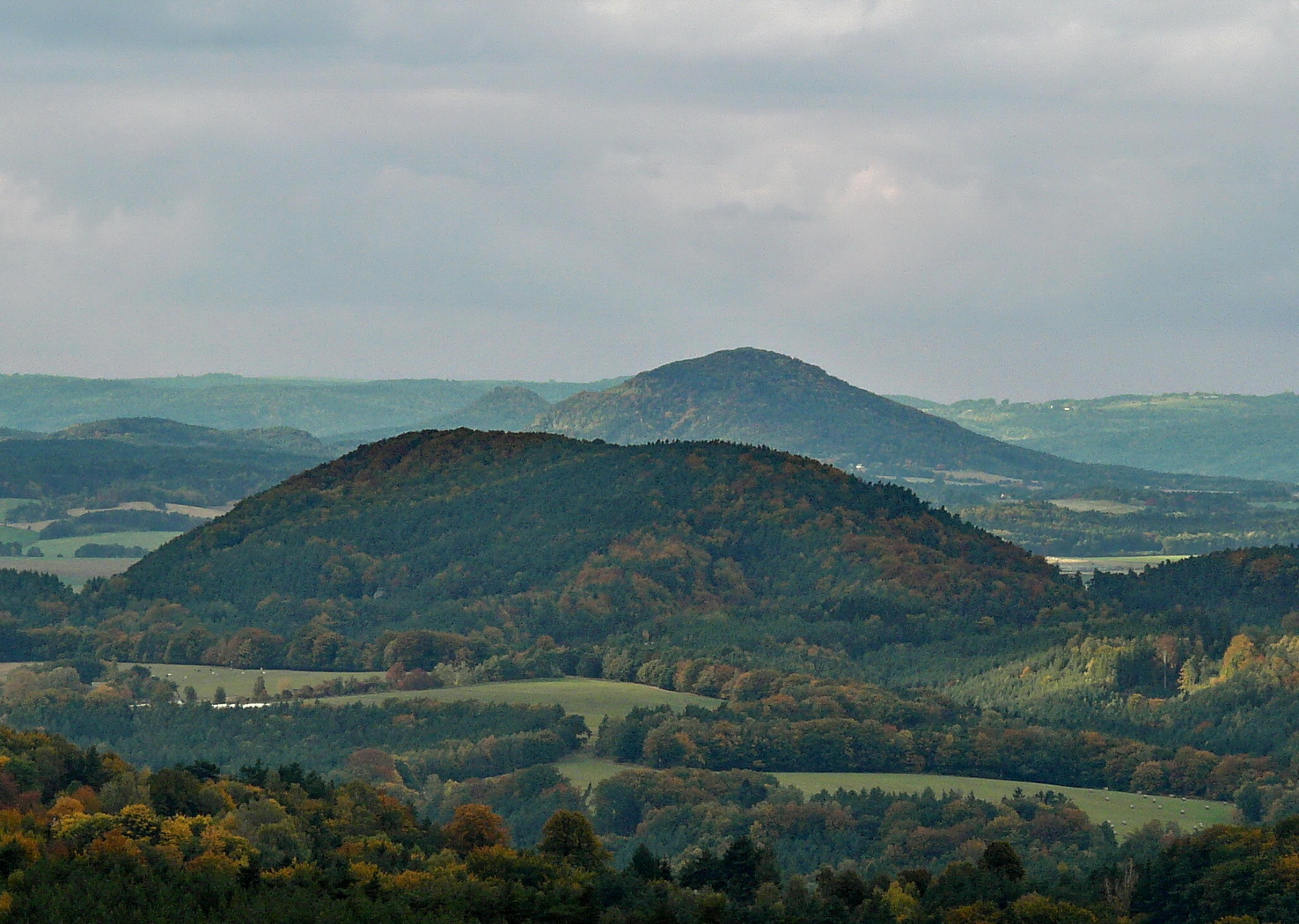
Velký beškovský vrch z Vrátenské hory, vzadu Vlhošť a Ronov
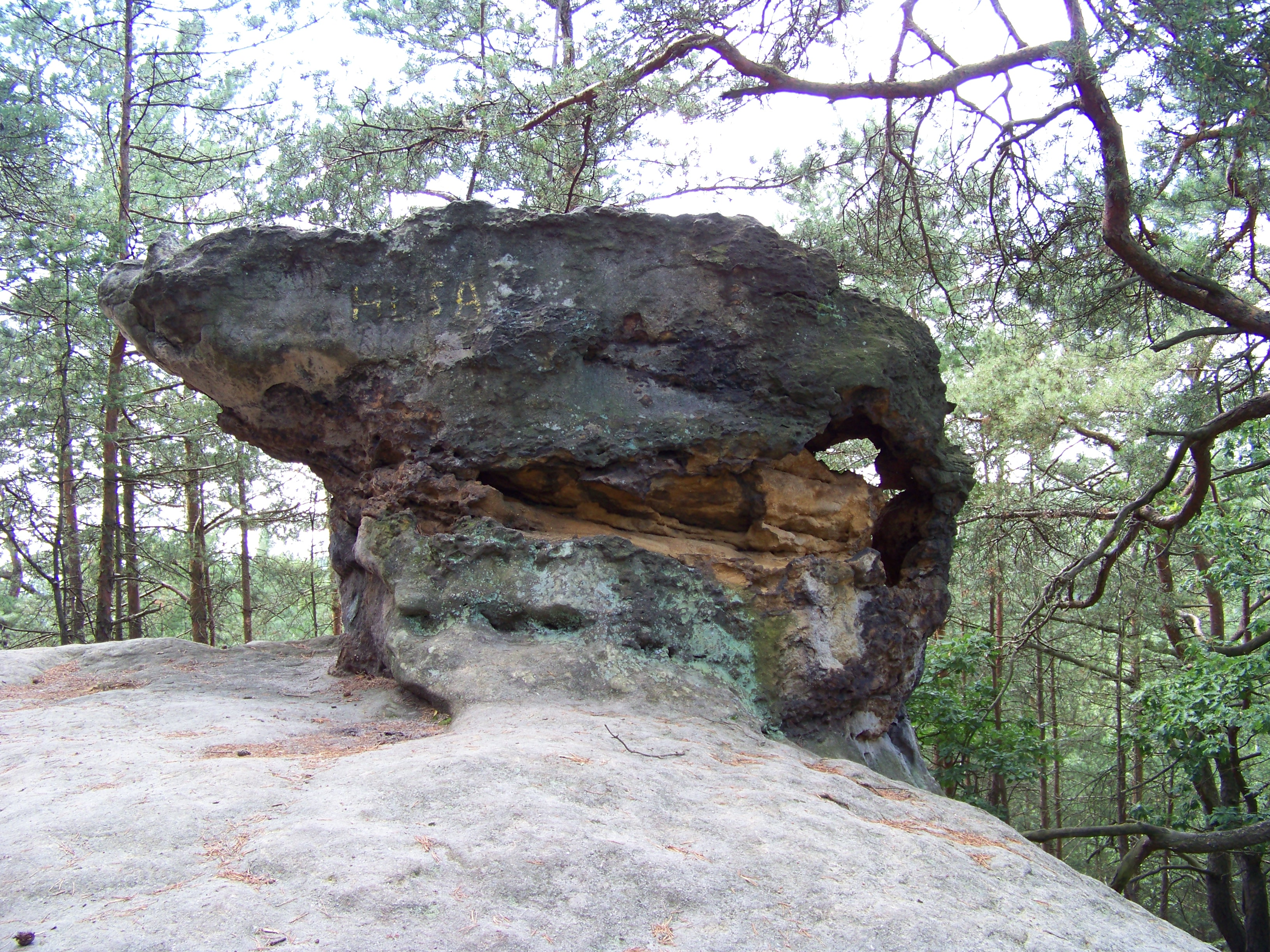
Skalní útvar Husa